# Писпорт
Писпорт (њем. Piesport) општина је у њемачкој савезној држави Рајна-Палатинат. Једно је од 107 општинских средишта округа Бернкастел-Витлих. Према процјени из 2010. у општини је живјело 1.919 становника. Посједује регионалну шифру (AGS) 7231105.

## Географски и демографски подаци
Писпорт се налази у савезној држави Рајна-Палатинат у округу Бернкастел-Витлих. Општина се налази на надморској висини од 119 метара. Површина општине износи 19,6 km². У самом мјесту је, према процјени из 2010. године, живјело 1.919 становника. Просјечна густина становништва износи 98 становника/km².